# Торопов Моїсей Сергійович
Моїсей Сергійович Торопов ( 1819 — 13 (26) квітня 1900) — російський офіцер, генерал-майор.

## Біографія

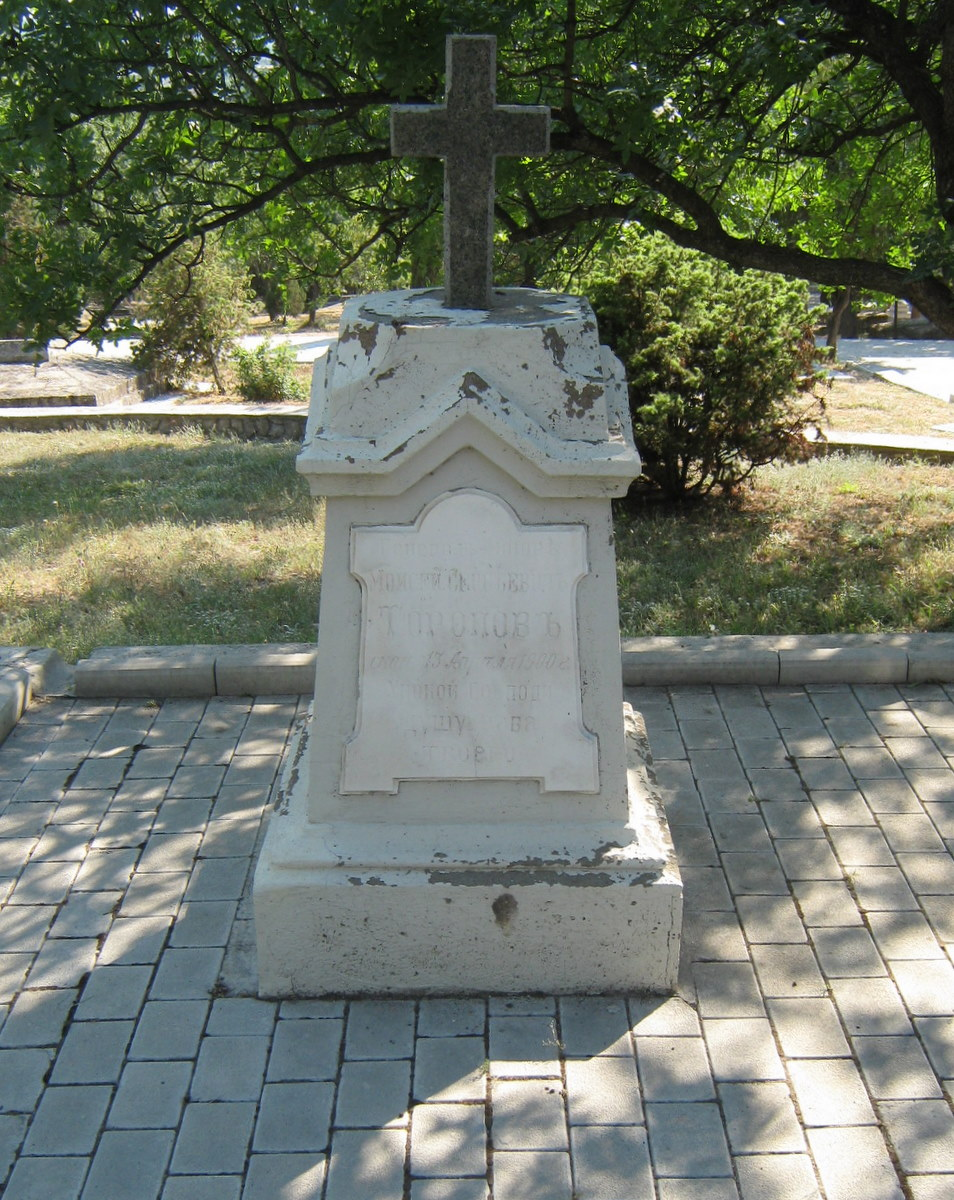
Могила Мойсея Торопова

Народився в 1819 році. Під час Кримської війни а початку оборони Севастополя в званні поручика корпусу морської артилерії служив на четвертому бастіоні, отримав кілька поранень і лікувався в Миколаєві. Навесні 1855 року повернувся в обложене місто. Був призначений командиром чотиригарматної батареї № 38 (батарея Торопова) на Камчатському люнеті Малахового кургану. 26 травня під час бою за передові укріплення Корабельної сторони знову був поранений. За мужність, виявлену в період оборони, був нагороджений орденом святої Анни 3-го ступеня з бантом.
Після Кримської війни отримав чин генерал-майора. Жив у Севастополі. Його родина володіла маленьким маєтком (економією) на березі Сухої річки, яка дала згодом назву селищу Торопова, а потім хутору Торопова Дача. Маєток «Торопова дача» знаходився на кордоні між Севастопольським градоначальством і Ялтинським повітом.
Помер 13 (26 квітня) 1900 року. Похований на Братському кладовищі на Північній стороні Севастополя. Надгробок являє собою жертовник з кримбальского вапняку. На лицьовій стороні фігурна дошка з білого мармуру з написом: «Генерал-майор Моїсей Сергійович Торопов помер 13 квітня 1900 Упокой, Господи, душу раба твого». 